# Oberstrahlbach (Neustadt an der Aisch)
Oberstrahlbach ist ein Gemeindeteil der Kreisstadt Neustadt an der Aisch im Landkreis Neustadt an der Aisch-Bad Windsheim (Mittelfranken, Bayern). Oberstrahlbach liegt in der Gemarkung Herrnneuses.

## Geografie
Oberstrahlbach liegt etwa 3 km südöstlich der Stadtmitte von Neustadt. Am Dorf verläuft die östliche Grenze der Stadt Neustadt zur Gemeinde Emskirchen. 0,5 km nordöstlich des Dorfes liegt der Galgenweiher, der vom namensgebenden Strahlbach gespeist wird, einem rechten Zufluss der Aisch. 1 km westlich liegt der Häckerwald, 1 km südöstlich der Eichwald. Eine Gemeindeverbindungsstraße führt nach Unterstrahlbach (0,5 km nordwestlich) bzw. nach Herrnneuses zur Kreisstraße NEA 24 (1,8 km südöstlich). Ein Anliegerweg führt nach Hohenwürzburg (0,7 km östlich).

## Geschichte
Der Name besagt, dass der Ort am Oberlauf eines schnell fließenden Baches liegt.
Im Jahre 1398 wurde (Ober-)Strahlbach erstmals urkundlich erwähnt, und zwar im Lehenbuch des Nürnberger Burggrafen Johann. Im Lehensbuch des Markgrafen Friedrich von 1421 wurde der Ort als „Stralbach“ erwähnt. Wie das nahegelegene Waldsachsen könnte es sich ursprünglich um einen vom Königshof Riedfeld mit sächsischen Zwangssiedlern besetzten Ausbauhof gehandelt haben. Ober- und Unterstrahlbach wurden 1541 als „die Zway stroelpach“ erstmals unterschieden.
Spätestens seit 1410 gehört Oberstrahlbach zu Herrnneuses. Es wechselt mit diesem im Lauf der Jahrhunderte mehrmals die gemeinsame Herrschaft.
Gegen Ende des 18. Jahrhunderts gab es in Oberstrahlbach 12 Anwesen (2 Halbhöfe, 7 Güter, 2 Gütlein, 1 Haus). Das Hochgericht, die Dorf- und Gemeindeherrschaft sowie die Grundherrschaft über alle Anwesen übte das Rittergut Herrnneuses aus.
Von 1797 bis 1810 unterstand der Ort dem Justizamt Dachsbach und Kammeramt Neustadt. Im Rahmen des Gemeindeedikts wurde Oberstrahlbach dem 1811 gebildeten Steuerdistrikt Herrnneuses und der 1813 gegründeten Ruralgemeinde Herrnneuses zugeordnet. Am 1. Januar 1972 wurde Oberstrahlbach im Zuge der Gebietsreform in Bayern nach Neustadt an der Aisch eingemeindet.

## Einwohnerentwicklung
| Jahr      | 001818 | 001840 | 001861 | 001871 | 001885 | 001900 | 001925 | 001950 | 001961 | 001970 | 001987 |
| Einwohner | 77     | 70     | 82     | 72     | 71     | 69     | 74     | 95     | 76     | 85     | 94     |
| Häuser    | 14     | 15     |        |        | 16     | 16     | 15     | 14     | 16     |        | 25     |
| Quelle    | [ 13 ] | [ 14 ] | [ 15 ] | [ 16 ] | [ 17 ] | [ 18 ] | [ 19 ] | [ 20 ] | [ 21 ] | [ 22 ] | [ 1 ]  |

## Religion
Der Ort ist seit der Reformation evangelisch-lutherisch geprägt und bis heute nach St. Matthäus (Herrnneuses) gepfarrt, das seit den 1980er Jahren eine Filiale von St. Johannes der Täufer (Neustadt an der Aisch) ist. Die Katholiken sind nach St. Johannis Enthauptung (Neustadt an der Aisch) gepfarrt.